# イッティリ
イッティリ（イタリア語: Ittiri）は、イタリア共和国サルデーニャ自治州サッサリ県にある、人口約8,500人の基礎自治体（コムーネ）。

## 地理

### 位置・広がり

#### 隣接コムーネ
隣接するコムーネは以下の通り。
- バーナリ
- ベッスーデ
- フロリーナス
- オッシ
- プティフィーガリ
- ティエージ
- ウーリ
- ウージニ
- ヴィッラノーヴァ・モンテレオーネ